# Hippopsis brevicollis
Hippopsis brevicollis là một loài bọ cánh cứng trong họ Cerambycidae.